# المنظر الأوسط (حارة)

تعديل مصدري - تعديل

المنظر الأوسط هي إحدى حارات حي المشنة بمدينة إب اليمنية، بلغ تعداد سكانها 737 نسمة حسب تعداد اليمن لعام 2004.